# Chanodichthys
Chanodichthys es un género de peces de la familia Cyprinidae y de la orden de los Cypriniformes.

## Especies
- Chanodichthys abramoides (Dybowski, 1872)
- Chanodichthys dabryi
- Chanodichthys flavipinnis (Basilewsky, 1855)
- Chanodichthys mongolicus (Basilewsky, 1855)
- Chanodichthys oxycephalus (Bleeker, 1871)

- Datos: Q835070
- Multimedia: Chanodichthys / Q835070
- Especies: Chanodichthys